# Ernst Gottlieb Krantz
Ernst Gottlieb Krantz (* 1823; † 1890) war ein deutscher Richter und Parlamentarier.

## Leben
Krantz studierte ab 1841 an der Albertus-Universität Königsberg Rechtswissenschaft. Zu Beginn des Studiums wurde er Mitglied des Corps Littuania. Er war Kreisgerichtsrat in Pillkallen und zuletzt Rechtsanwalt und Notar in Tilsit. Von 1859 bis 1861 saß Krantz als Abgeordneter des Wahlkreises Gumbinnen 2 im Preußischen Abgeordnetenhaus. Er gehörte der Fraktion von Vincke an.
Der Reichsgerichtsrat und Parlamentarier Ernst Ludwig Krantz war sein Sohn.

## Ehrungen
- Charakter als Geheimer Justizrat